# Nieregularne Formacje Samoobrony Cywilnej
Nieregularne Formacje Samoobrony Cywilnej (ang.) Civilian Irregular Defense Group (CIDG) − oddziały paramilitarne organizowane przez CIA do walki z partyzantami Vietcongu w centralnej części Wietnamu Południowego w latach sześćdziesiątych XX wieku.
Oddziały zaczęto organizować w końcu roku 1961. W 1963 roku działały w ponad 200 wsiach i liczyły około 12 000 osób, w 1964 roku ich liczba wzrosła do 75 000. Szkolenie oddziałów prowadzili doradcy CIA oraz Zielonych Beretów. 
Oddziały zlikwidowano w roku 1970, po ogłoszeniu przez prezydenta USA polityki ograniczania amerykańskiej obecności wojskowej w Wietnamie.